# Emilio Recoba
Emilio Recoba (3 de novembre de 1904 - 12 de setembre de 1992) fou un futbolista uruguaià. Va formar part de l'equip uruguaià a la Copa del Món de 1930, tot i que no va jugar ni un minut.